# Shunichi Kumai
Shunichi Kumai, és un exfutbolista japonès.

## Selecció japonesa
Shunichi Kumai va disputar 2 partits amb la selecció japonesa.